# HD 108257
HD 108257 (G Centauri) é uma estrela na constelação de Centaurus. Tem uma magnitude aparente visual de 4,81, indicando que pode ser vista a olho nu em locais com pouca poluição luminosa. Com base em medições de paralaxe, está localizada a aproximadamente 450 anos-luz (137 parsecs) da Terra. A essa distância, sua magnitude aparente é reduzida em 0,07 devido à extinção causada por gás e poeira.
G Centauri é uma estrela de classe B da sequência principal com um tipo espectral de B3Vn, em que a notação 'n' indica que suas linhas de absorção estão largas e nebulosas devido a uma alta velocidade de rotação, de mais de 298 km/s. Tem uma massa equivalente a 5,4 massas solares e está brilhando com mais de 800 vezes a luminosidade solar. Sua fotosfera irradia essa energia a uma temperatura efetiva de 17 300 K, dando à estrela a coloração azul-branca típica de estrelas de classe B. Sua idade, estimada a partir de modelos evolucionários, é de 15,8 milhões de anos.
Esta estrela pertence ao subgrupo Centaurus Inferior-Crux da associação Scorpius–Centaurus, a associação OB mais próxima do Sol. Já foi identificada como fonte de excesso de radiação infravermelha, o que indicaria a presença de um disco circunstelar ao seu redor, apesar de outras observações contestarem isso. Tem uma estrela companheira óptica de magnitude 13,2 a uma separação de 19,5 segundos de arco, que pode estar relacionada fisicamente ao sistema. Outros autores listam G Centauri como estrela única.